# Иган, Джон
Джон Иган (англ. John Egan; родился 20 ноября 1992, Корк, Ирландия) — ирландский футболист, выступающий за английский клуб «Бернли», игрок национальной сборной Ирландии.

## Биография
Джон родился в Корке, и начал свою карьеру в команде «Гринвуд» из Тогера. Иган — сын бывшего гэльского футболиста, Джона Игана. Его мать, Мэри Иган, также была футболистом и имеет медаль Лиги Ирландии.

## Карьера
Иган был арендован «Кристал Пэлас» из «Сандерленда» в январе 2012 года. Иган дебютировал за «Пэлас» в третьем раунде Кубка Англии, сыграв полные 90 минут в победном матче (1:0) с «Дерби Каунти». В марте 2012 года Иган присоединился к клубу футбольной лиги «Шеффилд Юнайтед» сроком на месяц, поскольку у клуба был кризис в защите, дебютировав в проигранном матче с «Уолсоллом».
В июле 2012 года Иган был призван Мартином О'Нилом в предсезонный тур «Сандерленда» в Южную Корею, чтобы принять участие в Кубке Мира. Он стал заменой травмированного Уэса Брауна в матче за третье место, в матче против голландского «Гронингена»; сыграв 50 минут в победном матче (3:2). После солидного предсезонного сезона его похвалил Мартин О'Нил и вручил футболку с номером 42.